# PZL TS-8
Die PZL TS-8 Bies (deutsch Teufel) ist ein polnisches Schulflugzeug.

## Entwicklung
Die TS-8 wurde ab 1953 am polnischen Luftfahrtinstitut (polnisch Instytut Lotnictwa, IL) unter der Leitung von Tadeusz Sołtyk entwickelt, um einen modernen Übergangstrainer mit Bugradkonfiguration für die Anfangs- und Fortgeschrittenenausbildung von Jagdpiloten zu schaffen, der die bis dahin verwendeten Modelle Jak-11 und TS-9 Junak ablösen sollte. Sołtyk hatte sich bereits Ende der 1940er Jahre mit einem solchen Projekt befasst, es aber nicht weiter verfolgt, da sich der dafür in Frage kommende As-10C-Motor als zu schwach erwies. Als dann das im eigenen Land von Wiktor Narkiewicz entwickelte 320-PS-Triebwerk WN-3 verfügbar war, entstand innerhalb von zwei Jahren die nach Sołtyks Initialen benannte TS-8. Der erste Prototyp P.1 mit dem Luftfahrzeugkennzeichen SP–GLF startete am 23. Juli 1955, geflogen von Andrzej Abłamowicz, zum erfolgreichen Erstflug. Im nachfolgenden Jahr wurden noch die beiden Prototypen P.2 (SP–GLG) und P.3 (SP–GLH) fertiggestellt, die mit ihren Erstflügen am 13. März beziehungsweise 18. August 1956 in die laufende Flugerprobung integriert wurden. Die PZL-Piloten Andrzej Abłamowicz und Ludwik Natkaniec konnten in der Testphase im Zeitraum 1956/57 mit dem Modell sieben internationale Rekorde in der Klasse bis 1500 kg aufstellen, von denen der letzte, 320,362 km/h auf einem 2000-km-Rundkurs, erst im August 1982 eingestellt werden konnte. Der erste dieser Rekorde, ein Höhenrekord von 7200 m für Flugzeuge dieser Klasse, wurde von Abłamowicz am 28. Dezember 1956 aufgestellt und war gleichzeitig der erste von einem Polen erflogene Weltrekord nach dem Zweiten Weltkrieg.
Inzwischen war im PZL-Flugzeugwerk Warszawa-Okęcie eine Vorserie von zehn als TS-8 BI bezeichneten Maschinen aufgelegt worden, die die polnischen Luftstreitkräfte zur Truppenerprobung übernahmen. Sie waren noch mit einem 12,7-mm-MG bewaffnet, das bei der späteren Serie weggelassen und/oder durch ein Foto-MG ersetzt wurde. Anschließend begann 1958 die eigentliche Produktion des Hauptloses von insgesamt 229 TS-8 BII, die in mehreren Untervarianten erschienen und sich hauptsächlich in der Ausrüstung unterschieden. Sie waren entweder mit einer starren Holzluftschraube oder einem Verstellpropeller WR-1, beide zweiblätterig und mit einem Durchmesser von 2,20 m, ausgestattet. Als letztes wurde eine kleine Serie von zehn als TS-8 BIII betitelten Exemplaren produziert, die eine verbesserte Funk- und Navigationsausrüstung erhielten. 1961 wurde die Produktion eingestellt.

## Einsatz
Die TS-8 wurde an den Fliegerschulen der polnischen Luftstreitkräfte, der Luftverteidigung und der Seefliegerkräfte hauptsächlich als Übergangstrainer genutzt, um den Umstieg auf die strahlgetriebene MiG-15 zu erleichtern. Auch für die Blindflugausbildung wurde sie genutzt und auch für fortgeschrittene Flugzeugführer war sie dank ihrer Kunstflugtauglichkeit zum Halten oder zur Verbesserung des Ausbildungsstandes geeignet. Zwei TS-8 wurden nach Indonesien geliefert. Allerdings wurde das Modell ab 1964, als der modernere Strahltrainer TS-11 Iskra bei den Streitkräften eingeführt wurde, bereits wieder ausgemustert. Anschließend gingen viele TS-8 an polnische Fliegerklubs; so wurden zwischen 1966 und 1975 101 Flugzeuge solchermaßen abgegeben, von denen die letzten noch 1975 flogen. Die Prototypen P.2 und P.3 wurden noch bis 1972 am polnischen Luftfahrtinstitut eingesetzt, Prototyp Nummer eins war bereits 1964 in den Bestand des Luftfahrtmuseums Krakau übergegangen.
Im Juli 1963 flüchtete der polnische Major Richard Obacz mit seiner Frau und zwei Kindern mit einer TS-8 nach West-Berlin. Er landete das Flugzeug mit der taktischen Nummer 1020 auf dem Flughafen Tempelhof.

## Aufbau
Die TS-8 ist ein freitragender Tiefdecker in Schalenbauweise mit einer Duraluminiumverkleidung, die mit Rippen und Z-Profilen versteift ist. Die Pilotenkabine ist mit zwei hintereinander angeordneten Sitzen und Doppelsteuerung ausgestattet. Sie wird von einer zweiteiligen Plexiglashaube abgedeckt, die im Notfall in einem Stück abgeworfen werden kann. Unter der Kabine sind im Rumpfboden drei miteinander verbundene Kraftstoffbehälter mit einem Gesamtvolumen von etwa 220 l untergebracht. Insgesamt können 160 kg an Kraft- und Schmierstoffen mitgeführt werden.
Das Ganzmetall-Tragwerk ist dreiteilig und ebenfalls in Schalenform ausgeführt, wobei der Mittelteil mit dem Rumpf einen strukturellen Verbund bildet, an den die beiden Außenflügel anschließen. Das freitragende Leitwerk besitzt duralbeplankte Flossen und eine etwas höher angesetzte Höhenflosse. Sämtliche Ruder bestehen aus Duraluminiumrippen und einem Stahlrohrholm, sind mit Stoff bespannt und aerodynamisch ausgeglichen.
Das hydraulisch einziehbare Fahrwerk besteht aus den einfach bereiften Haupträdern mit ölpneumatischen Stoßdämpfern und dem ebenso einfach bereiften und lenkbaren Bugrad.
Der verwendete Siebenzylinder-Sternmotor WN-3 wurde 1957 auf der Pariser Luftfahrtschau erstmals öffentlich präsentiert. Er verfügt über eine zweiteilige Kurbelwelle, einen Druckluftanlasser und einen für den Rückenflug geeigneten Vergaser. Sein Gesamthubraum beträgt 13,40 l bei einer Trockenmasse von 240 kg.

## Technische Daten

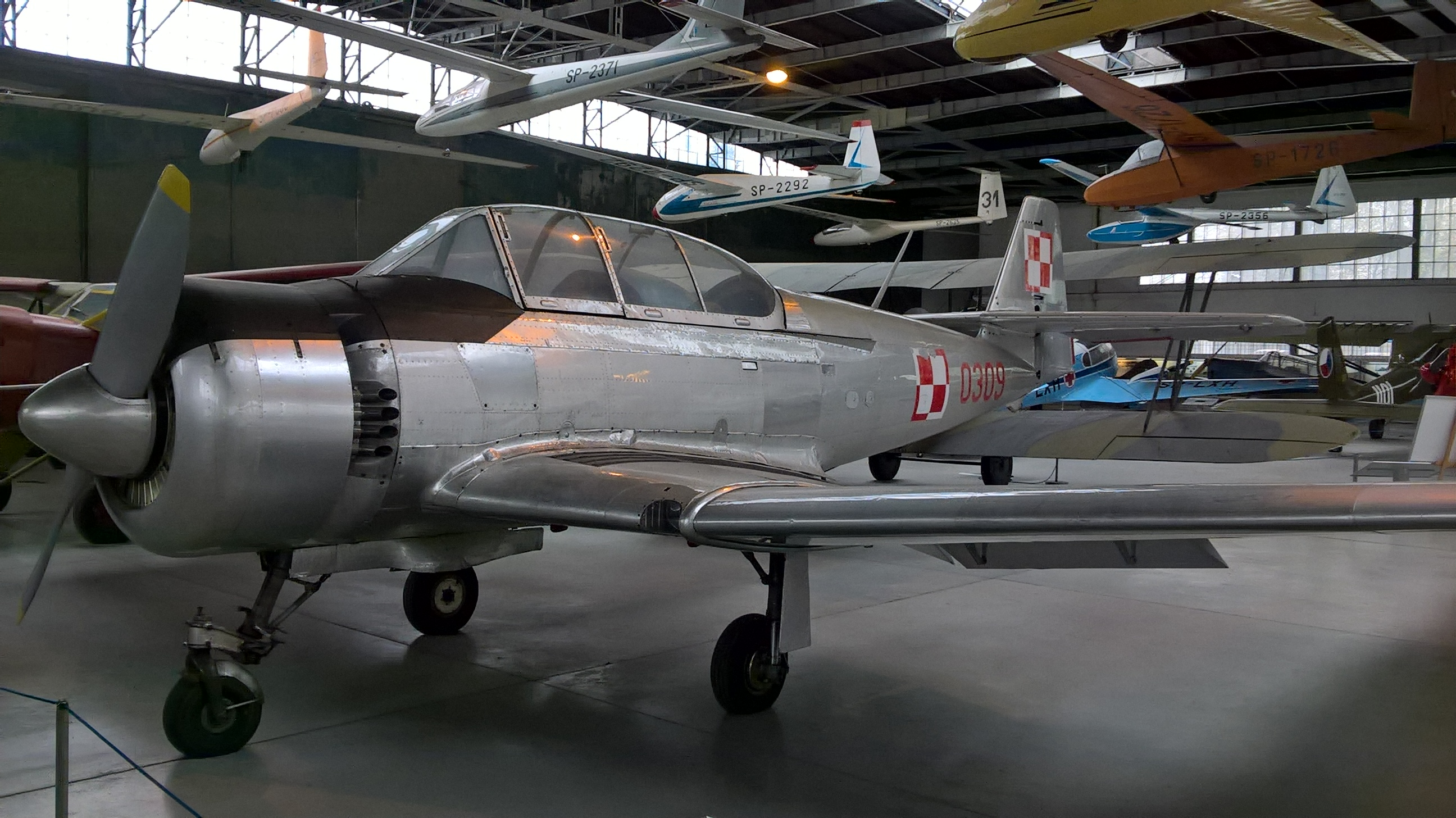
TS-8 BII im polnischen Luftfahrtmuseum (2017)

Der in der TS-8 verwendete Sternmotor WN-3

| Kenngröße                         | Daten (TS-8 BII) |
| --------------------------------- | --- |
| Besatzung                         | 1–2 |
| Spannweite                        | 10,00 m |
| Länge                             | 8,55 m |
| Höhe                              | 3,00 m |
| Flügelfläche                      | 19,10 m² |
| Flügelstreckung                   | 5,8 |
| Spurbreite                        | 2,35 m |
| Leermasse                         | 1070 kg |
| Startmasse                        | normal 1500 kg bei Kunstflug 1550 kg maximal 1760 kg |
| Flächenbelastung                  | normal 78,5 kg/m² bei Kunstflug 81,2 kg/m² maximal 92,1 kg/m² |
| Antrieb                           | ein luftgekühlter Siebenzylinder-Sternmotor Narkiewicz WN-3 mit Zweiblatt-Verstellluftschraube WR-1 oder starrer Holzluftschraube (Ø 2,20 m)                         |
| Leistung                          | maximal 340 PS (250 kW) bei 2500/min Startleistung 320 PS (235 kW) bei 2350/min Nennleistung 285 PS (210 kW) bei 2250/min Reiseleistung 240 PS (177 kW) bei 2100/min |
| Höchstgeschwindigkeit             | 310 km/h in Bodennähe 180 km/h mit Klappen |
| Reisegeschwindigkeit              | optimal 270 km/h |
| maximal zulässige Geschwindigkeit | 500 km/h |
| Mindestgeschwindigkeit            | 100 km/h mit Klappen |
| Landegeschwindigkeit              | 90 km/h mit Klappen |
| Bahngeschwindigkeit im Steigflug  | optimal 175 km/h |
| Steiggeschwindigkeit              | 6,8 m/s in Bodennähe |
| Flugdauer                         | 2,5 h |
| Start-/Landestrecke               | 390 m/200 m mit Klappen |
| Dienstgipfelhöhe                  | 6400 m |
| Reichweite                        | 675 km |